# ロバート・アダムス (写真家)
ロバート・アダムス（英:Robert Adams、1937年5月8日 - ）は、アメリカ西部の変化する風景に焦点を当ててきたアメリカの写真家である。彼の作品は、1970年代半ばに彼の著書『ザ・ニュー・ウェスト』(1974) と、1975年の展覧会〈ニュー・トポグラフィクス：人々が変えた風景の写真〉展への参加を通じて、初めて注目を集めた。 

## 初期の人生と教育
ロバート・ヒックマン・アダムスは、1937年5月8日、ニュージャージー州オレンジで、ロイス・ヒックマン・アダムスとロス・アダムスの間に生まれる。1940年、一家はニュージャージー州マディソンに引っ越し、そこで妹のキャロリンが生まれた。その後、1947年にウィスコンシン州マディソンに5年間移り住み、1949年に12歳で背中、左腕、手にポリオを発症したが、回復できた。彼の父親がデンバーで仕事を見つけたとき、彼らは最後にもう一度、コロラド州ウィートリッジに引っ越した。彼らはコロラド州に引っ越した。5歳の頃にニュージャージー州マディソンで慢性的な気管支の問題を抱えていたため、これらの問題を治そうとした。彼は喘息とアレルギーの問題に苦しみ続けた。
子供の頃、アダムスは日曜日の午後、父親と一緒に森の中を散歩したりハイキングしたりしていた。彼はまた、野原で野球をしたり、父親と一緒に大工仕事をした。彼は活発なボーイスカウトであり、家族が通うメソジスト教会でも活動した。彼と彼の父親は、ダイナソー国定記念物を何度かいかだで旅し、思春期にはコロラド州のロッキーマウンテン国立公園の少年キャンプで働いた。彼はまた、荷馬に乗って旅行に出かけたり、登山にも行った。彼と彼の妹はデンバー美術館を訪れ始めた。アダムスはまた、読書が好きになることを学んだ。1955年、彼は最後に狩りをした。
アダムスは1955年にボルダーのコロラド大学に入学し、最初の1年間は出席したが、翌年、カリフォルニア州のレッドランズ大学に転校することを決め、そこで1959年に英語の学士号を取得した。彼は南カリフォルニア大学で大学院の研究を続け、1965年に英文学の博士号を取得。
1960年、レッドランズにいる間に、彼はスウェーデン出身のカースティン・モーネスタムと出会い、結婚した。カースティン・モーネスタムは、芸術と自然に同じ関心を共有した。ロバートとカースティンは、最初の数回の夏を海岸沿いのオレゴン州で一緒に過ごし、ビーチで長い散歩をしたり、夜に読書をした。

## 仕事
1963年に彼らはコロラドに戻り、アダムスはコロラドスプリングスのコロラドカレッジで英語を教え始めた。1963年、アダムスは35mmカメラを使用し、主に自然と建築の写真を撮り始めた。彼はすぐに、コロラドスプリングスファインアーツセンターでカメラワークとアパチャーの完全なセットを読んだ。彼は、コロラド州に住むプロの写真家、マイロンウッドから写真技術を学ぶ。1964年、博士論文を完成させながら写真を撮り始めた。1966年、彼は写真を撮る時間を増やすためにパートタイムのみで教え始めた。彼は1969年にニューヨーク市への旅行で、MoMAの写真学芸員であるジョン・シャーカフスキーに会った。美術館は後に彼の版画を4点購入。1970年、フルタイムの写真家として活動をスタートした。
評論家のショーン・オヘイガンは、ガーディアン紙に寄稿し、「彼のテーマはアメリカ西部でした。その広大さ、まばらな美しさ、そして生態学的なもろさです。[中略]彼が絶えず写真を撮ってきたものは、さまざまなグレーの色合いであり、失われたものと残されたものであり、「彼の作品のもう1つの偉大なサブテキスト」は沈黙である。

## 展示会
- 1975年 New Topographics : Photographs of a Man-Altered Landscape、国際写真美術館、ジョージ イーストマン ハウス、ロチェスター、ニューヨーク、1975年1月。ウィリアム・ジェンキンスによるキュレーション。 Adams、 Lewis Baltz 、 Joe Deal 、 Frank Gohlke 、 Nicholas Nixon 、 John Schott 、 Stephen Shore 、 Henry Wessel, Jr. [6]の作品を収録
- 1989年 フィラデルフィア美術館。キャリア半ばの振り返り。 [3]
- 2005–2006年 Turning Back, Haus der Kunst, ミュンヘン, ドイツ, 2005; [7]サンフランシスコ近代美術館、サンフランシスコ、2005年。 [8]マシュー・マークス・ギャラリー、ニューヨーク、2006年。 [9]クリエイティブ写真センター、ツーソン。 [10]
- 2008年 フランス、アルルのRencontres d'Arlesフェスティバルに出演。 [3]
- 2011年 『パスのある風景 ネブラスカ州ハイウェイ 2』、ハイライン パーク、ニューヨーク。 [11]
- 2010–2014年 The Place We Live, a Retrospective Slection of Photographs. バンクーバーアートギャラリー、ブリティッシュコロンビア州、2010-2011年。 [12]デンバー美術館、2011–2012年 [13]ロサンゼルス郡立美術館、2012年。 [14]イェール大学アート ギャラリー、コネチカット州ニューヘブン、2012年。 [3] [15]国立ソフィア王妃芸術センター、マドリード、2013年。 [16]Josef-Albers-Museum（）、Quadrat、ボトロップ、ドイツ、2013年。 [17]ジュ・ド・ポーム国立画廊、パリ、2014年。 [18] [19]ヴィンタートゥール写真美術館、スイス、2014年。 [20]
- 2012年 春と光のバランスの任意の日に、マシューマークス ギャラリー、ニューヨーク[21]
- 2015年 Green/Gray: Photographs in the Los Angeles Basin、 Matthew Marks Gallery、ロサンゼルス[22]
- 2018年 A right to Stand, Fondation A Stichting, ブリュッセル.アンリ・カルティエ＝ブレッソン財団、パリ（カタログ）を訪問[23]
- 2022年 American Silence: The Photographs of Robert Adams 、ナショナル ギャラリー オブ アート、ワシントン DC [24]

## コレクション
Adams の作品は、次のパブリック コレクションに所蔵されている。
- ポートランド美術館、オレゴン州ポートランド
- ミルウォーキー美術館、ウィスコンシン州ミルウォーキー
- ホイットニー美術館、ニューヨーク[25]
- ニューヨーク近代美術館[26]
- メトロポリタン美術館、ニューヨーク[27]
- デンバー美術館、コロラド州デンバー[28]
- エイモン・カーター博物館、テキサス州フォートワース[29]
- ミドルベリー大学美術館、バーモント州ミドルベリー[30]
- イェール大学美術館、コネチカット州ニューヘブン[31]
- ナショナル ギャラリー オブ アート、ワシントン DC [32]
- フィラデルフィア美術館、ペンシルベニア州フィラデルフィア[33]

## 賞
- 1973年：ジョン・サイモン・グッゲンハイム記念財団からグッゲンハイム・フェローシップ[34]。
- 1973:国立芸術基金からの写真家のフェローシップ[35]。
- 1978年：国立芸術基金から写真家のフェローシップ[35]。
- 1980年：ジョン・サイモン・グッゲンハイム記念財団のグッゲンハイム・フェローシップ[3]。
- 1982: The Friends of Photography から Peer Award (サンフランシスコ)[35]。
- 1987年：チャールズ・プラット記念賞[36]。
- 1994: マッカーサー財団からのマッカーサー フェローシップ[37]。
- 1995年：ニーダーザクセン財団からスペクトラム国際写真賞。
- 2006年：ドイツ、ミュンヘンのハウス・デア・クンストで開催された展覧会「 Turning Back」でドイツ証券取引所写真賞を受賞。 [7]
- 2009:ハッセルブラッド賞[38]
- 2014:アメリカ芸術文学アカデミーに選出[39]
- 2020年：国際写真殿堂博物館への入会[40]。